# Italia en la Copa Mundial de Fútbol de 2010
La Selección de Italia fue uno de los 32 equipos participantes de la Copa Mundial de Fútbol de 2010, que se realizó en Sudáfrica. La Azzurra,  ganadora de Alemania 2006, a pesar de un mal resultado en la Eurocopa en 2008 era uno de los favoritos a ganar el torneo quedando emparejada en el Grupo F junto con Paraguay, Nueva Zelanda y Eslovaquia con rivales relativamente sencillos para los campeones del mundo.
Pero en sus tres partidos no demostró el fútbol que los hizo quedar campeones 4 años atrás perdiendo un partido y empatando dos así quedando en último lugar de grupo. Italia quedó eliminada en primera ronda, sin poder ganar ningún partido y no pudiendo revalidar su título logrado en Alemania. Esto fue muy criticado por su país y en todo el mundo, ya que Italia tenía el grupo más accesible de superar, siendo incapaz de derrotar a selecciones sin mayores logros futbolísticos como Nueva Zelanda y Eslovaquia.
Entre sus jugadores destacaron figuras como Fabio Cannavaro, Alberto Gilardino, Mauro Camoranesi y Gianluigi Buffon, bajo la conducción técnica del entrenador Marcello Lippi.
El equipo no logró pasar a octavos de final tras quedar última de su grupo con 2 empates y una derrota en la liguilla de clasificación.

## Clasificación
Luego de la disputa del Grupo 8, Italia culminó en la primera posición por lo que se clasificó directamente a la Copa Mundial de Fútbol.

### Grupo 3
| Equipo     | Pts | PJ | PG | PE | PP | GF | GC | Dif |
| ---------- | --- | -- | -- | -- | -- | -- | -- | --- |
| Italia     | 24  | 10 | 7  | 3  | 0  | 18 | 7  | 11  |
| Irlanda    | 18  | 10 | 4  | 6  | 0  | 12 | 8  | 4   |
| Bulgaria   | 14  | 10 | 3  | 5  | 2  | 17 | 13 | 4   |
| Chipre     | 9   | 10 | 2  | 3  | 5  | 14 | 16 | -2  |
| Montenegro | 9   | 10 | 1  | 6  | 3  | 9  | 14 | -5  |
| Georgia    | 3   | 10 | 0  | 3  | 7  | 7  | 19 | -12 |

| Fecha                    | Lugar     |            |                       | Resultado                                                           |                       |            |
| ------------------------ | --------- | ---------- | --------------------- | ------------------------------------------------------------------- | --------------------- | ---------- |
| 6 de septiembre de 2008  | Lárnaca   | Chipre     | Bandera de Chipre     | 1:2 (1:1) Archivado el 5 de mayo de 2010 en Wayback Machine.        | Bandera de Italia     | Italia     |
| 10 de septiembre de 2008 | Udine     | Italia     | Bandera de Italia     | 2:0 (1:0) Archivado el 8 de septiembre de 2009 en Wayback Machine.  | Bandera de Georgia    | Georgia    |
| 11 de octubre de 2008    | Sofía     | Bulgaria   | Bandera de Bulgaria   | 0:0 Archivado el 5 de mayo de 2010 en Wayback Machine.              | Bandera de Italia     | Italia     |
| 15 de octubre de 2008    | Lecce     | Italia     | Bandera de Italia     | 2:1 (2:1) Archivado el 1 de mayo de 2009 en Wayback Machine.        | Bandera de Montenegro | Montenegro |
| 28 de marzo de 2009      | Podgorica | Montenegro | Bandera de Montenegro | 0:2 (0:1) Archivado el 31 de marzo de 2009 en Wayback Machine.      | Bandera de Italia     | Italia     |
| 1 de abril de 2009       | Bari      | Italia     | Bandera de Italia     | 1:1 (1:0) Archivado el 9 de abril de 2009 en Wayback Machine.       | Bandera de Irlanda    | Irlanda    |
| 5 de septiembre de 2009  | Tiflis    | Georgia    | Bandera de Georgia    | 0:2 (0:0) Archivado el 9 de septiembre de 2009 en Wayback Machine.  | Bandera de Italia     | Italia     |
| 9 de septiembre de 2009  | Turín     | Italia     | Bandera de Italia     | 2:0 (2:0) Archivado el 13 de septiembre de 2009 en Wayback Machine. | Bandera de Bulgaria   | Bulgaria   |
| 10 de octubre de 2009    | Dublín    | Irlanda    | Bandera de Irlanda    | 2:2 (1:1) Archivado el 16 de octubre de 2009 en Wayback Machine.    | Bandera de Italia     | Italia     |
| 14 de octubre de 2009    | Parma     | Italia     | Bandera de Italia     | 3:2 (0:1) Archivado el 6 de abril de 2010 en Wayback Machine.       | Bandera de Chipre     | Chipre     |

## Jugadores
| #     | Nombre              | Posición      | Edad | PJ Sel | Club       |
| ----- | ------------------- | ------------- | ---- | ------ | ---------- |
| 1     | Gianluigi Buffon    | Portero       | 32   | 102    | Juventus   |
| 2     | Christian Maggio    | Defensa       | 28   | 76     | Napoli     |
| 3     | Domenico Criscito   | Defensa       | 23   | 6      | Genoa      |
| 4     | Giorgio Chiellini   | Defensa       | 25   | 32     | Juventus   |
| 5     | Fabio Cannavaro     | Defensa       | 36   | 135    | Juventus   |
| 6     | Daniele De Rossi    | Mediocampista | 27   | 53     | Roma       |
| 7     | Simone Pepe         | Mediocampista | 26   | 15     | Udinese    |
| 8     | Gennaro Gattuso     | Mediocampista | 32   | 72     | Milán      |
| 9     | Vincenzo Iaquinta   | Delantero     | 31   | 36     | Juventus   |
| 10    | Antonio Di Natale   | Delantero     | 32   | 11     | Udinese    |
| 11    | Alberto Gilardino   | Delantero     | 27   | 73     | Fiorentina |
| 12    | Federico Marchetti  | Portero       | 27   | 9      | Cagliari   |
| 13    | Salvatore Bocchetti | Defensa       | 23   | 73     | Genoa      |
| 14    | Morgan De Sanctis   | Portero       | 33   | 10     | Napoli     |
| 15    | Claudio Marchisio   | Mediocampista | 24   | 11     | Juventus   |
| 16    | Mauro Camoranesi    | Mediocampista | 33   | 41     | Juventus   |
| 17    | Angelo Palombo      | Mediocampista | 28   | 36     | Sampdoria  |
| 18    | Fabio Quagliarella  | Delantero     | 27   | 2      | Napoli     |
| 19    | Gianluca Zambrotta  | Defensa       | 33   | 97     | Milán      |
| 20    | Giampaolo Pazzini   | Delantero     | 25   | 15     | Sampdoria  |
| 21    | Andrea Pirlo        | Mediocampista | 30   | 67     | Milán      |
| 22    | Riccardo Montolivo  | Mediocampista | 25   | 73     | Fiorentina |
| 23    | Leonardo Bonucci    | Defensa       | 23   | 1      | Bari       |
| D. T. | Marcello Lippi      |               |      |        |            |

## Participación

### Grupo F
| Equipo        | Pts | PJ | PG | PE | PP | GF | GC | Dif |
| ------------- | --- | -- | -- | -- | -- | -- | -- | --- |
| Paraguay      | 5   | 3  | 1  | 2  | 0  | 3  | 1  | 2   |
| Eslovaquia    | 4   | 3  | 1  | 1  | 1  | 4  | 5  | -1  |
| Nueva Zelanda | 3   | 3  | 0  | 3  | 0  | 2  | 2  | 0   |
| Italia        | 2   | 3  | 0  | 2  | 1  | 4  | 5  | -1  |

- Nota: La hora mostrada corresponde a la hora local de Sudáfrica (UTC+2).

| 14 de junio de 2010, 20:30 | Italia       | 1:1 (0:1) | Paraguay    | Estadio Green Point, Ciudad del Cabo  |                                       |
|                            | De Rossi 62' | Reporte   | Alcaraz 38' | Árbitro(s): Benito Archundia (México) | Árbitro(s): Benito Archundia (México) |

| 20 de junio de 2010, 16:00 | Italia              | 1:1 (1:1) | Nueva Zelanda | Estadio Mbombela, Nelspruit                                           |                                                                       |
|                            | Iaquinta 28' (pen.) | Reporte   | Smeltz 6'     | Asistencia: 38.229 espectadores Árbitro(s): Carlos Batres (Guatemala) | Asistencia: 38.229 espectadores Árbitro(s): Carlos Batres (Guatemala) |

| 24 de junio de 2010, 16:00 | Eslovaquia                    | 3:2 (1:0) | Italia                             | Estadio Ellis Park, Johannesburgo                                    |                                                                      |
|                            | Vittek 24', 72' · Kopúnek 88' | Reporte   | Di Natale 80' · Quagliarella 90+1' | Asistencia: 53.412 espectadores Árbitro(s): Howard Webb (Inglaterra) | Asistencia: 53.412 espectadores Árbitro(s): Howard Webb (Inglaterra) |

### Participación de jugadores
| #  | Nombre              | Posición      | PJ | Min |   | Asist | Tiros  | Faltas |   |   |
| -- | ------------------- | ------------- | -- | --- | - | ----- | ------ | ------ | - | - |
| 2  | Christian Maggio    | Defensa       | 1  | 44  | 0 | 0     | 0      | 1-2    | 0 | 0 |
| 3  | Domenico Criscito   | Defensa       | 3  | 225 | 0 | 0     | 1      | 2-5    | 0 | 0 |
| 4  | Giorgio Chiellini   | Defensa       | 3  | 270 | 0 | 0     | 4      | 7-8    | 1 | 0 |
| 5  | Fabio Cannavaro     | Defensa       | 3  | 270 | 0 | 0     | 0      | 4-7    | 1 | 0 |
| 6  | Daniele De Rossi    | Mediocampista | 3  | 270 | 1 | 0     | 6      | 0-3    | 0 | 0 |
| 7  | Simone Pepe         | Mediocampista | 3  | 226 | 0 | 0     | 4      | 4-4    | 1 | 0 |
| 8  | Gennaro Gattuso     | Mediocampista | 1  | 46  | 0 | 0     | 0      | 2-2    | 0 | 0 |
| 9  | Vincenzo Iaquinta   | Delantero     | 3  | 270 | 1 | 0     | 5      | 6-3    | 0 | 0 |
| 10 | Antonio Di Natale   | Delantero     | 3  | 152 | 1 | 0     | 7      | 2-3    | 0 | 0 |
| 11 | Alberto Gilardino   | Delantero     | 2  | 117 | 0 | 0     | 2      | 3-4    | 0 | 0 |
| 13 | Salvatore Bocchetti | Defensa       | 0  | 0   | 0 | 0     | 0      | 0-0    | 0 | 0 |
| 15 | Claudio Marchisio   | Mediocampista | 2  | 120 | 0 | 0     | 1      | 2-0    | 0 | 0 |
| 16 | Mauro Camoranesi    | Mediocampista | 2  | 75  | 0 | 0     | 2      | 3-2    | 1 | 0 |
| 17 | Angelo Palombo      | Mediocampista | 0  | 0   | 0 | 0     | 0      | 0-0    | 0 | 0 |
| 18 | Fabio Quagliarella  | Delantero     | 2  | 75  | 1 | 0     | 6      | 0-4    | 1 | 0 |
| 19 | Gianluca Zambrotta  | Defensa       | 3  | 270 | 0 | 0     | 4      | 3-5    | 0 | 0 |
| 20 | Giampaolo Pazzini   | Delantero     | 1  | 29  | 0 | 0     | 0      | 0-0    | 0 | 0 |
| 21 | Andrea Pirlo        | Mediocampista | 1  | 34  | 0 | 0     | 0      | 0-1    | 0 | 0 |
| 22 | Riccardo Montolivo  | Mediocampista | 3  | 236 | 0 | 0     | 10     | 4-7    | 0 | 0 |
| 23 | Leonardo Bonucci    | Defensa       | 0  | 0   | 0 | 0     | 0      | 0-0    | 0 | 0 |
| #  | Nombre              | Posición      | PJ | Min |   | Prom. | Atajos | Faltas |   |   |
| 1  | Gianluigi Buffon    | Portero       | 1  | 46  | 1 | 0,29  | 1      | 0-0    | 0 | 0 |
| 12 | Federico Marchetti  | Portero       | 3  | 224 | 3 | 0,88  | 1      | 0-0    | 0 | 0 |
| 14 | Morgan De Sanctis   | Portero       | 0  | 0   | 0 | 0     | 0      | 0-0    | 0 | 0 |